# Prisonniers de guerre de la Seconde Guerre mondiale

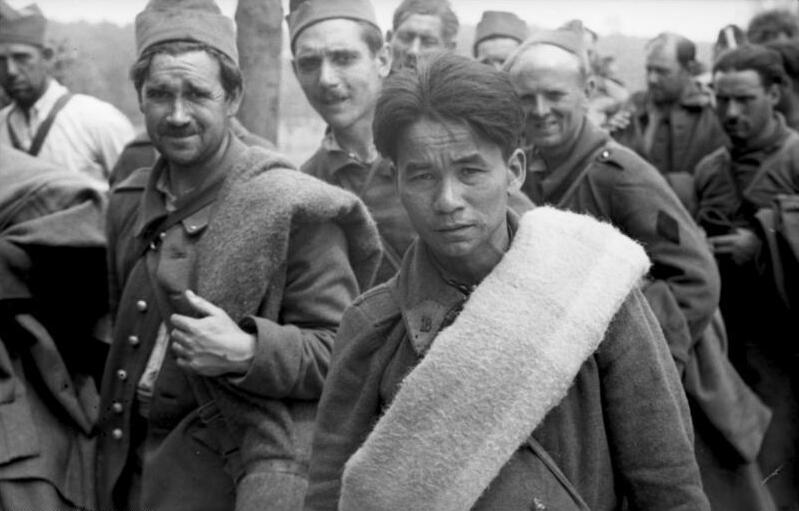
Prisonniers de guerre français après la déroute française en 1940.

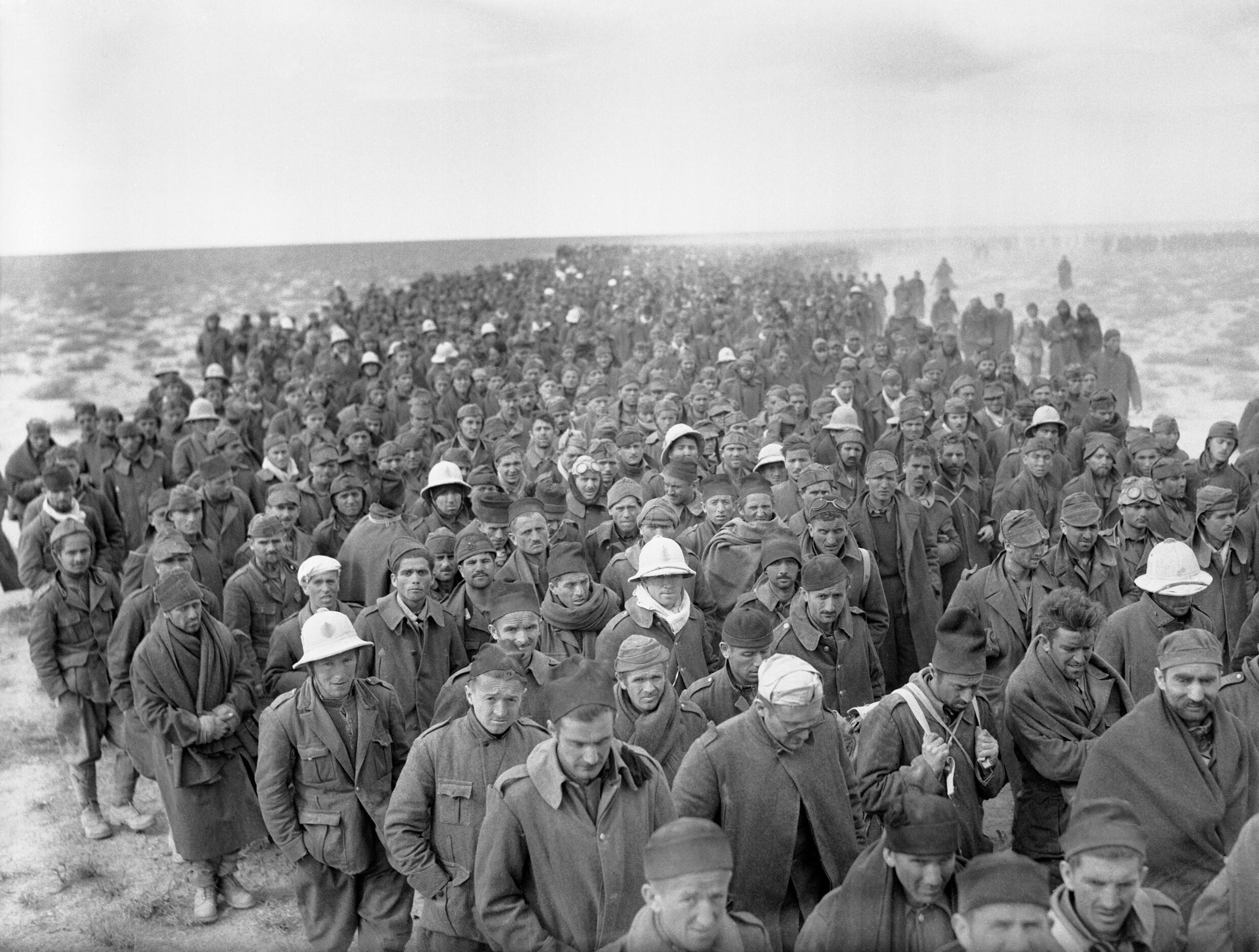
Soldats italiens détenus par les Britanniques en Libye, en 1941.

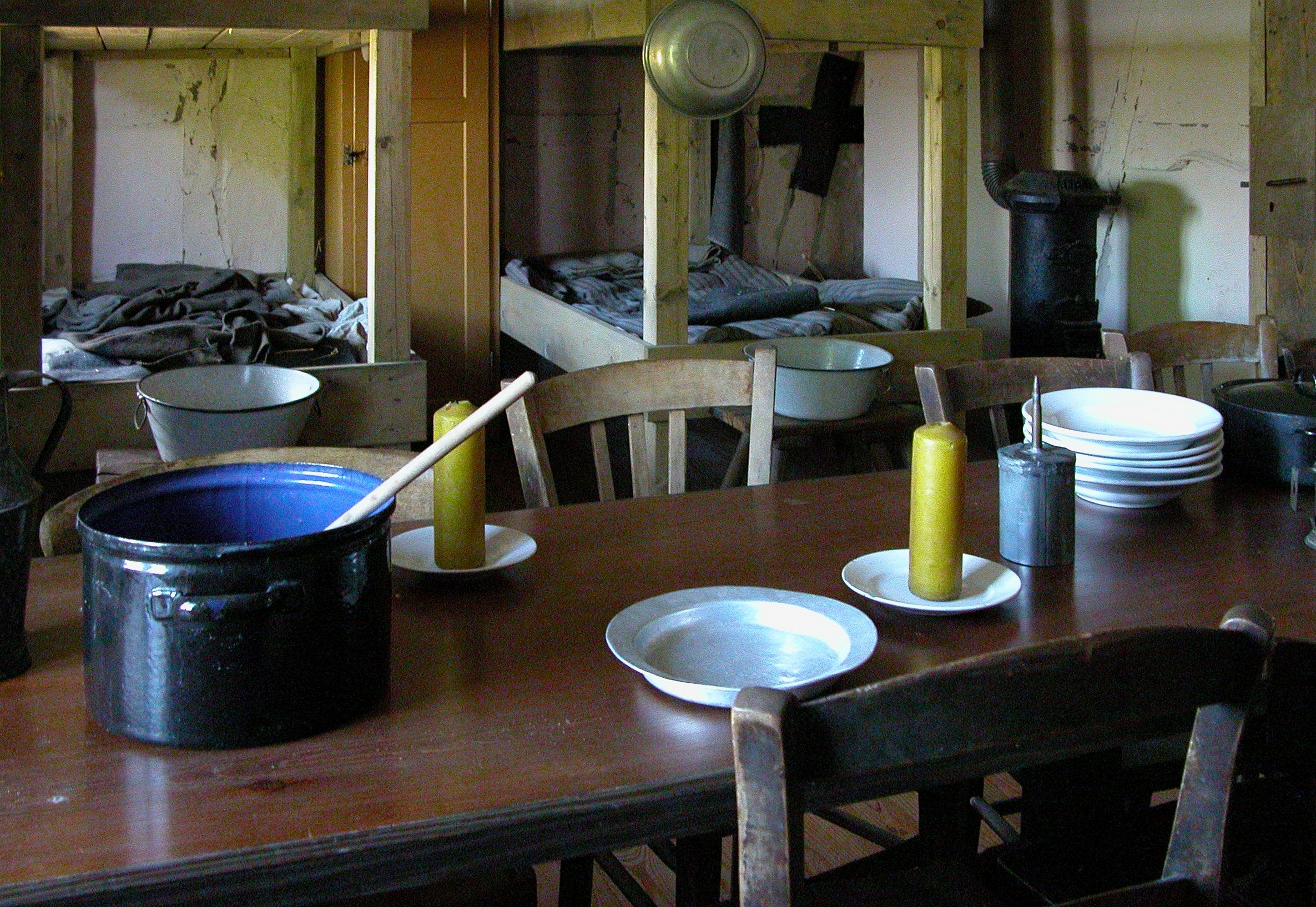
Chambre des prisonniers de guerre français à l'écomusée Roscheider Hof.

Cet article aborde le traitement des prisonniers de guerre au cours de la Seconde Guerre mondiale.

## Nombre de prisonniers de guerre par pays
Par ordre décroissant.
| Armées         | Nombre de prisonniers de guerre |
| -------------- | --- |
| URSS           | - 4 à 5,7 millions de prisonniers capturés par l'Allemagne (2,7 à 3,5 millions morts en captivité) |
| Reich allemand | - 2,7 à 3,1 millions de prisonniers capturés par l'URSS (380 000 à 1,1 million morts en captivité) - Un nombre inconnu de prisonniers capturés dans les pays sous occupation allemande. - 1,3 million de disparus |
| France         | - 1,8 million de prisonniers capturés par l'Allemagne. - 51 000 morts entre 1940 et 1945. |
| Pologne        | - 675 000 prisonniers (435 000 capturés par l'Allemagne, 240 000 capturés par l'URSS) |
| Royaume-Uni    | - env. 200 000 prisonniers (135 000 capturés en Europe) |
| États-Unis     | - env. 130 000 prisonniers (95 532 capturés par l'Allemagne) |

## Front de l'Ouest

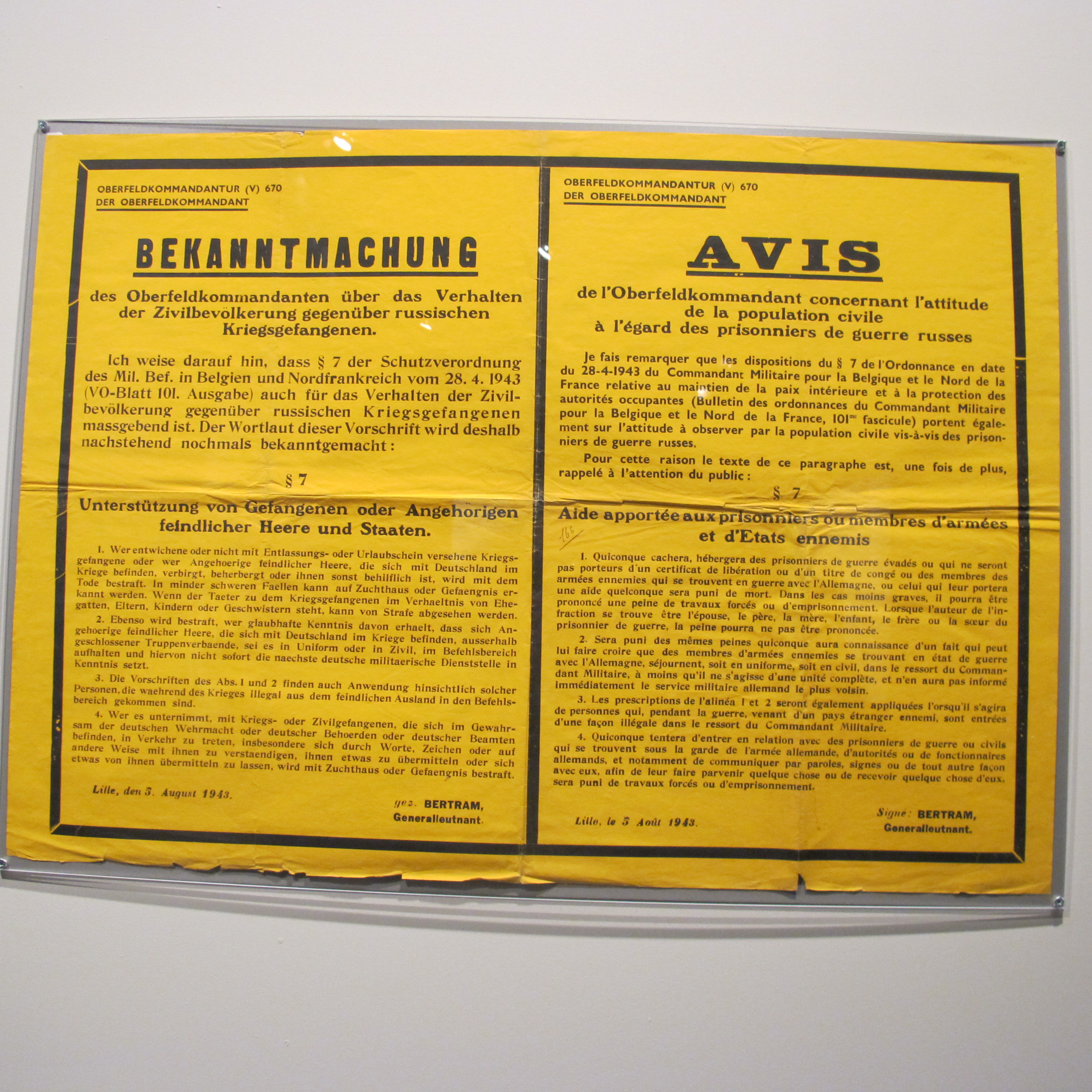
Avis concernant l'attitude de la population civile à l'égard des prisonniers de guerre russes (5 août 1943).

En règle générale, la majorité des prisonniers de guerre sur le front de l'Ouest et durant la guerre du désert ont eu un traitement en accord avec les conventions de Genève.
Certains prisonniers de guerre, condamnés par les tribunaux militaires allemands pour insubordination, rapports avec des femmes allemandes ou faits de droit commun, furent soumis à un régime très sévère, voire quasi concentrationnaire, comme à la forteresse de Graudenz.

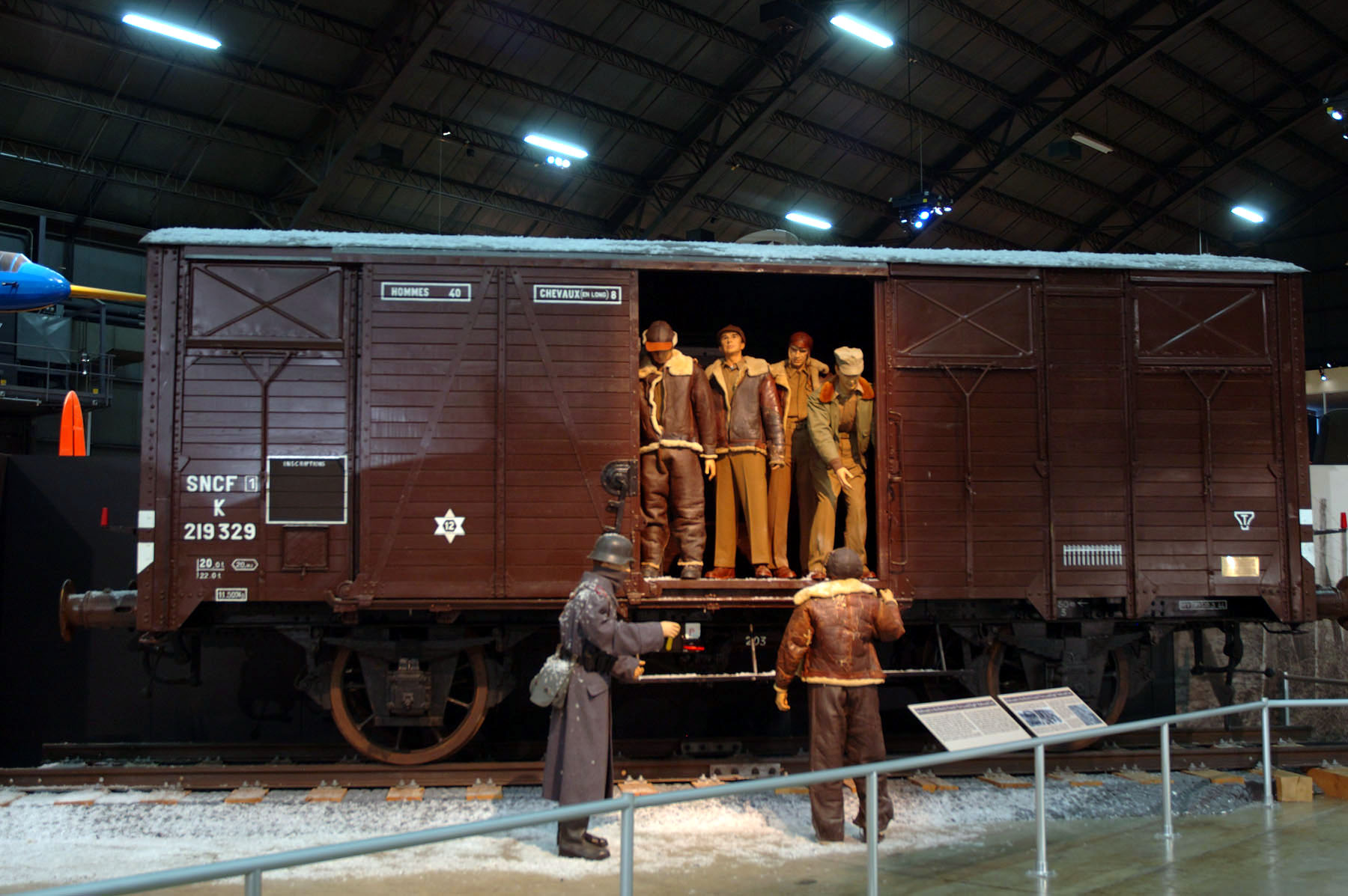
Représentation d'un wagon de la SNCF transportant des prisonniers de guerre américains vers l'Allemagne.

Une estimation fait état de 8 300 morts parmi les 231 000 Britanniques et Américains fait prisonnier par l'Allemagne, soit un taux de perte de 3,6 %.

### Prisonniers allemands
Pendant la guerre, les armées des États-Unis, du Royaume-Uni, du Canada et de l'Australie ont de manière générale traité les prisonniers de l'Axe en stricte conformité avec la Convention de Genève (1929). Certaines violations ont cependant été constatées. Selon Stephen E. Ambrose, des quelque 1000 anciens combattants américains qu'il a interrogés, un seul a admis avoir tué un prisonnier. Cependant, un tiers lui ont dit qu'ils avaient vu des soldats américains tuer des prisonniers allemands.
Devant l'afflux de prisonniers à la fin de la guerre, les États-Unis créent la désignation de « forces ennemies désarmées » (DEF) afin de ne pas traiter les détenus comme prisonniers de guerre. Un grand nombre de ces soldats ont été maintenus dans des champs ouverts dans divers Rheinwiesenlagers.
Après la capitulation de l'Allemagne en mai 1945, de nombreux prisonniers allemands sont contraints au travail forcé dans des pays comme le Royaume-Uni et la France. Beaucoup meurent lors d'opérations de déminage.
En 1946, le Royaume-Uni détient plus de 400 000 prisonniers allemands. En 1947, le Ministère de l'Agriculture s'oppose au rapatriement des prisonniers allemands car ils représentent 25 pour cent de la main-d'œuvre agricole.
À l'automne 1945, la Croix Rouge Internationale est autorisée à fournir de l'aide telle que de la nourriture et à visiter les camps de prisonniers dans les zones d'occupation britannique et française de l'Allemagne et, à partir du 4 février 1946, dans la zone d'occupation américaine. « Lors de leurs visites, les délégués ont fait observer que les prisonniers de guerre allemands sont souvent détenus dans des conditions effroyables. Ils ont attiré l'attention des autorités sur ce fait, et peu à peu réussi à obtenir certaines améliorations ».
Des transferts de prisonniers ont lieu entre les Alliés. 6 000 officiers allemands sont transférés au camp de concentration de Sachsenhausen sous administration soviétique.
Entre 1945 et 1948, la France a détenu 1 065 000 prisonniers dont 907 000 Allemands, soit 22,4 % du total des prisonniers de guerre allemands, équivalent au 1er contingent en Occident au 4e trimestre de 1947. 765 000 n’ont pas été capturés par ses armées mais cédés, principalement par les Américains (740 000), entre février 1945 et mai 1946. À partir d’avril 1947, la plupart furent rapatriés, les autres (137 987 prisonniers de guerre) optant pour un statut de travailleur civil libre. Ces prisonniers seront principalement employés dans l'industrie, l'agriculture ou pour des missions dangereuses. Sur les 24 178 prisonniers de guerre officiellement décédés, 5 745 furent victimes des conditions de vie dans les dépôts français. Les campagnes de déminage feront 500 morts français et 5 000 morts allemands.
Les conditions de détention sont d'abord difficiles mais progressivement le régime de détention s'assouplit (dimanche accordé, statut de salarié libre, loisir et sexualité possibles mais cachées).
Une réplique d'une annexe d'un camp de prisonniers de guerre français de la Seconde Guerre mondiale est exposée dans une des maisons de l'écomusée Roscheider Hof de Konz en Allemagne.

### Prisonniers français
Ils furent environ 1 845 000, tous capturés par les Allemands. Ils furent envoyés dans des camps en Allemagne mais le sort des Français noirs fut parfois différent et donna lieu à un certain nombre de crimes de guerre.

### Prisonniers italiens
Au cours de la Seconde Guerre mondiale, plus de 51 000 des 425 000 prisonniers de guerre détenus aux États-Unis étaient italiens.
En septembre 1943, Mussolini est renversé. L'Italie rejoint le camp des Alliés. Cela ne change en rien le sort des prisonniers de guerre italiens qui restent internés en raison de la pénurie de main-d'œuvre au Royaume-Uni et aux États-Unis.

### Prisonniers russes
- Opération Keelhaul

## Front de l'Est
En règle générale, les conventions de Genève ne sont pas respectés sur le front de l'est, et les prisonniers, quand ils ne sont pas abattus sur place, sont généralement mal nourris et utilisés comme travailleurs forcés. Les chances de survie sont réduites.

### Prisonniers soviétiques

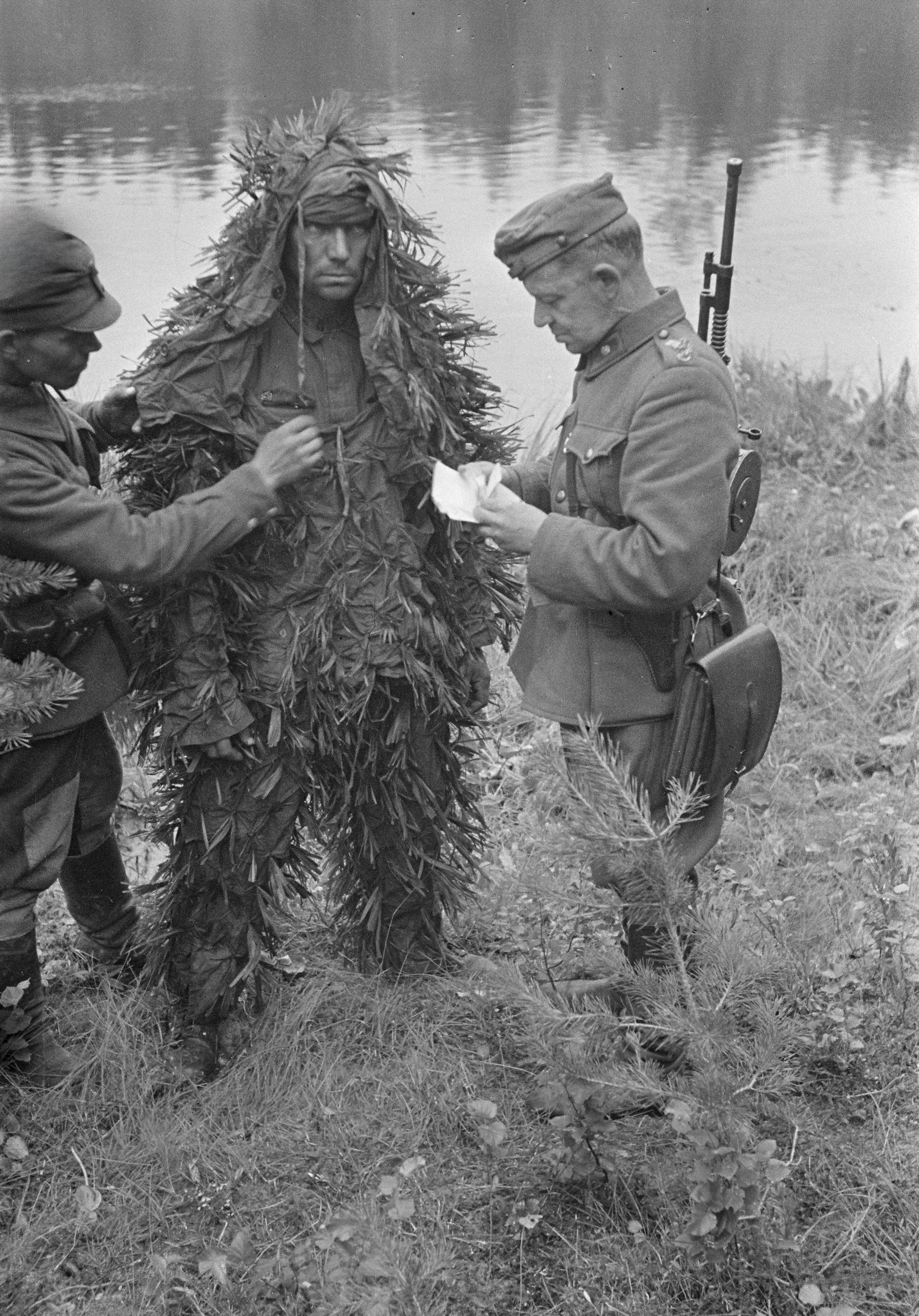
Le major finlandais Martti Aho interrogeant un prisonnier de guerre soviétique camouflé.

L'armée allemande a fait environ 5,5 millions de prisonniers soviétiques (de 5,4 à 5,7 selon les sources).
Les plans de l'opération Barbarossa prévoient l'encerclement et la capture d'armées entières, mais rien pour gérer la masse de prisonniers qui doit nécessairement en résulter (dans les faits, environ 3 millions seront effectivement capturés dans la première phase). En fait, le régime nazi et son armée considéraient les slaves comme des sous-hommes, destinés à l'esclavage ou à l'extermination, et n'aura donc aucun scrupule à maltraiter ceux qui se rendent, quand ils ne sont pas abattus sur place : on estime qu'environ 600 000 ont été exécutés lors de leur capture.
L'URSS n'étant pas signataire des conventions de Genève, la wehrmacht en tire prétexte pour écarter la croix-rouge. Bien que l'armée allemande dispose d'autant de nourriture qu'elle veut, elle ne nourrit pas ces prisonniers. Les transferts vers des camps se font par marches forcées, ou entassés dans des wagons dans des conditions déplorables, ce qui cause aussi de nombreux décès. Dans les camps la situation est terrible : épidémies, diminution des rations alimentaires, travail forcé. De nombreux prisonniers meurent de faim. Une partie est envoyée en Allemagne où le manque de main d’œuvre est criant. D'autres servent de cobayes ; les premiers tests d'extermination à Auschwitz I (au monoxyde de carbone ou au zyklon B) sont conduits sur des prisonniers soviétiques 
En février 1942, déjà, sur les 3,9 millions alors capturés, 2,8 millions sont morts (plus de 70 %). Par la suite l'appareil de production de guerre allemand sera beaucoup plus friand de prisonniers à utiliser comme esclaves, alors que l'armée allemande n'aura plus l'occasion d'en faire autant.
Finalement, les estimations du nombre de prisonniers morts de ces mauvais traitements tourne autour de 3,5 millions. L'estimation du United States Holocaust Memorial Museum, est entre 3,3 millions et 3,5 millions pour 5,7 qui ont été faits prisonniers. Cela fait un taux de mortalité de 57 %. Celle de Nicolas Werth, citant une étude de Pavel Polian, est de près de 3,8 millions sur 5,4 millions de prisonniers : « sur les quelques [sic] 5 400 000 combattants capturés, au cours de la guerre, par la Wehrmacht, à peine 1 600 000 (soit moins de 30 %) survécurent et revinrent en URSS ».
1 836 000 prisonniers de guerre soviétiques furent rapatriés. Staline ayant toujours considéré la capture ou la capitulation de ses soldats comme un acte de trahison de leur part, à leur retour, certains de ces rapatriés furent soumis à la répression. 43% d'entre eux furent versés dans l’armée et affectés principalement à des tâches de reconstruction, 23% furent envoyés pour une durée de cinq ans dans des « bataillons de reconstruction » du ministère de la Défense; 16% furent, à l’issue de leur « filtration », condamnés à une peine de camp ou de relégation.
Un certain nombre de Soviétiques ont également été capturés par les Finlandais : 5 700 pendant la guerre d'Hiver et 64 000 pendant la guerre de Continuation,.

### Prisonniers allemands

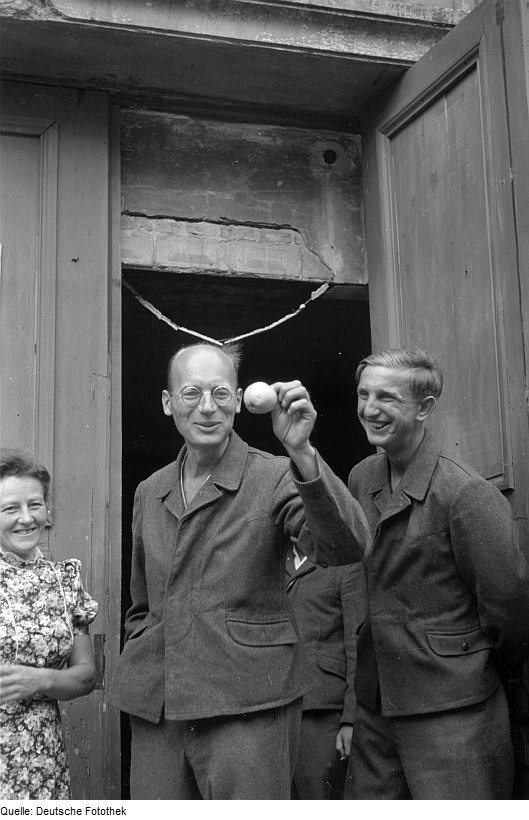
Retour d'un prisonnier de guerre allemand au pays en août 1946.

Selon les archives soviétiques, 2,7 millions de soldats ayant servi dans la Wehrmacht furent capturés par l'Union soviétique pendant la Seconde Guerre mondiale et 381 067 trouvèrent la mort dans les camps du NKVD (356 700 ressortissants allemands et 24 367 d'autres pays).
Selon d'autres sources, une partie plus ou moins importante des 1,3 million de soldats allemands portés disparus sur le front de l'Est seraient morts en captivité. L'historien allemand Rüdiger Overmans estime ce nombre à environ 700 000 et le nombre total de soldats allemands morts après avoir été fait prisonnier à 1 million.
Ces prisonniers furent employés comme main-d’œuvre forcée dans l'économie de guerre soviétique et lors de la reconstruction. Si la plupart furent libérés assez rapidement (ils ne sont plus que 85 000 en octobre 1949, pour la plupart des criminels de guerre), le dernier ne retrouva la liberté qu'en 1956.

### Prisonniers italiens
On estime à 64 000 le nombre d'Italiens capturés par l'Armée rouge durant la Seconde Guerre mondiale.
Selon les archives soviétiques, 54 400 prisonniers de guerre furent internés. 44 315 sont morts en captivité, la plupart à l'hiver 1943. Les 10 085 survivants furent rapatriés entre 1945 et 1954.
10 000 soldats italiens considérés comme disparus seraient en fait morts après leur reddition sans avoir été enregistrés comme prisonniers (exécutés après leur reddition, morts lors des transferts vers les camps ou de leurs blessures).

### Prisonniers polonais

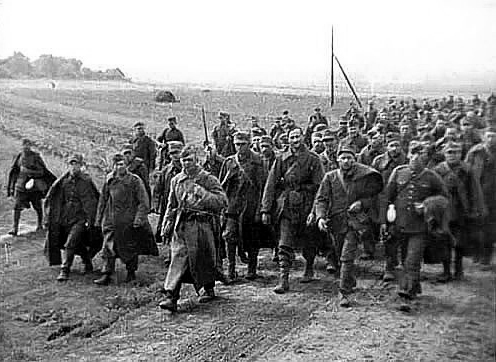
Prisonniers polonais lors de l'Invasion soviétique de la Pologne.

Outre les officiers exécutés à Katyn et dans le reste de l'URSS, au nombre de 26 000, les estimations montent à 400 000 victimes parmi les prisonniers polonais dans les camps soviétiques.

### Prisonniers finlandais
Environ 900 Finlandais ont été capturés par les Soviétiques pendant la guerre d'Hiver et 2 300 à 3 500 autres l'ont été pendant la guerre de Continuation.

## Front asiatique

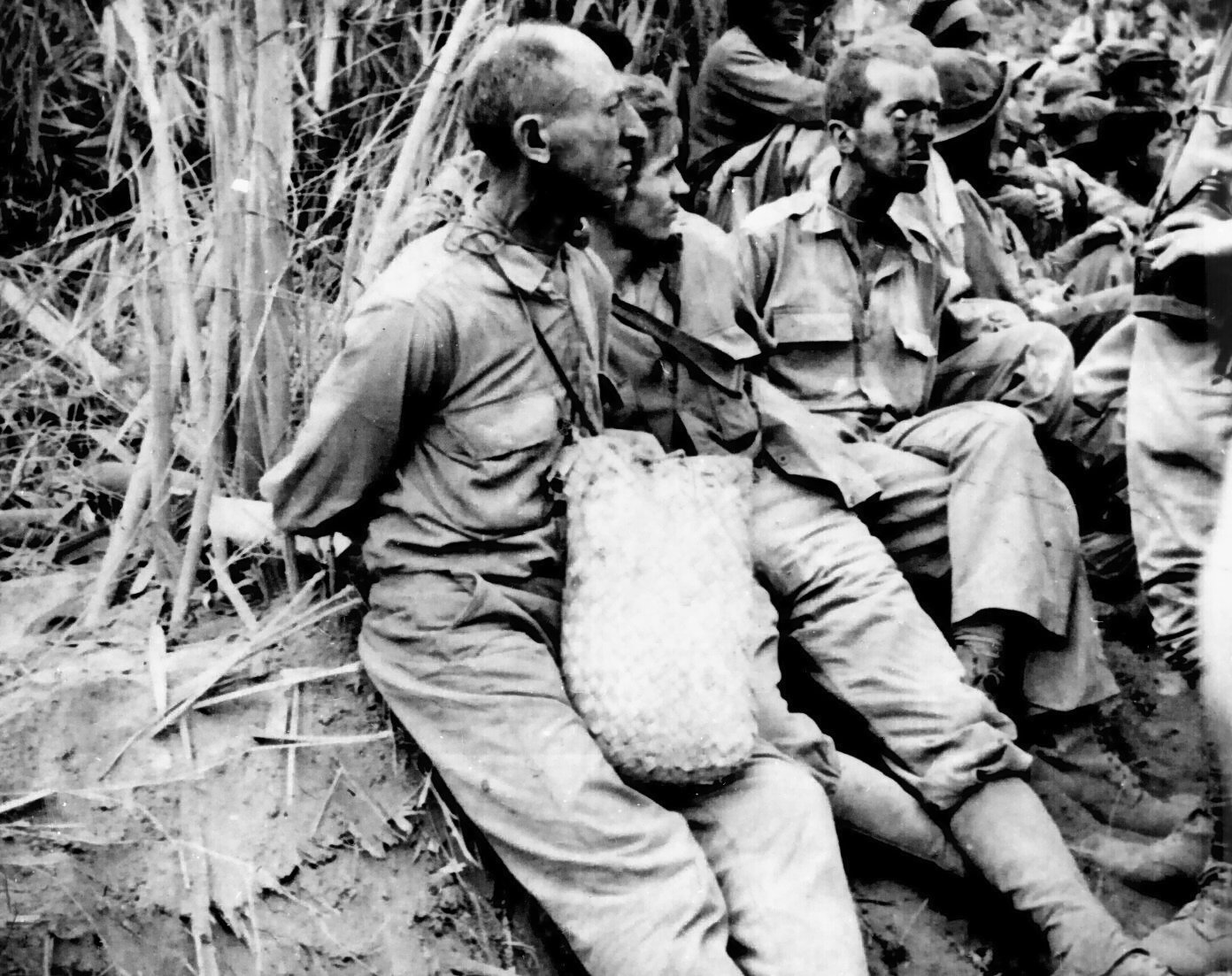
Des prisonniers de la Marche de la mort de Bataan attendent le signal du départ en mai 1942.

Lors de l'expansion du Japon Shôwa, les prisonniers détenus par les forces japonaises étaient soumis à des traitements brutaux, y compris le travail forcé, la privation de nourriture, le cannibalisme ainsi que le refus d'accorder tout traitement médical. Selon l’historien Akira Fujiwara, l’empereur Showa ratifia personnellement la décision de ne plus tenir compte des contraintes du droit international (Conventions de La Haye) pour le traitement des prisonniers de guerre chinois dans une directive du 5 août 1937. Le même document précisait également aux officiers d’état-major qu’il n’y avait plus lieu d’utiliser le terme prisonnier de guerre.
Alors que les prisonniers de guerre alliés avaient un taux de mortalité d'environ 4 % dans les camps de prisonniers allemands, ce taux était considérablement plus élevé dans les camps japonais. Selon les travaux du Tribunal de Tokyo, le taux de mortalité des prisonniers occidentaux était en moyenne de 27,1 %. Le taux pour les prisonniers américains était de 37 % alors que celui des prisonniers chinois était bien plus grand, en raison de la directive ratifiée le 5 août 1937 par Hirohito.

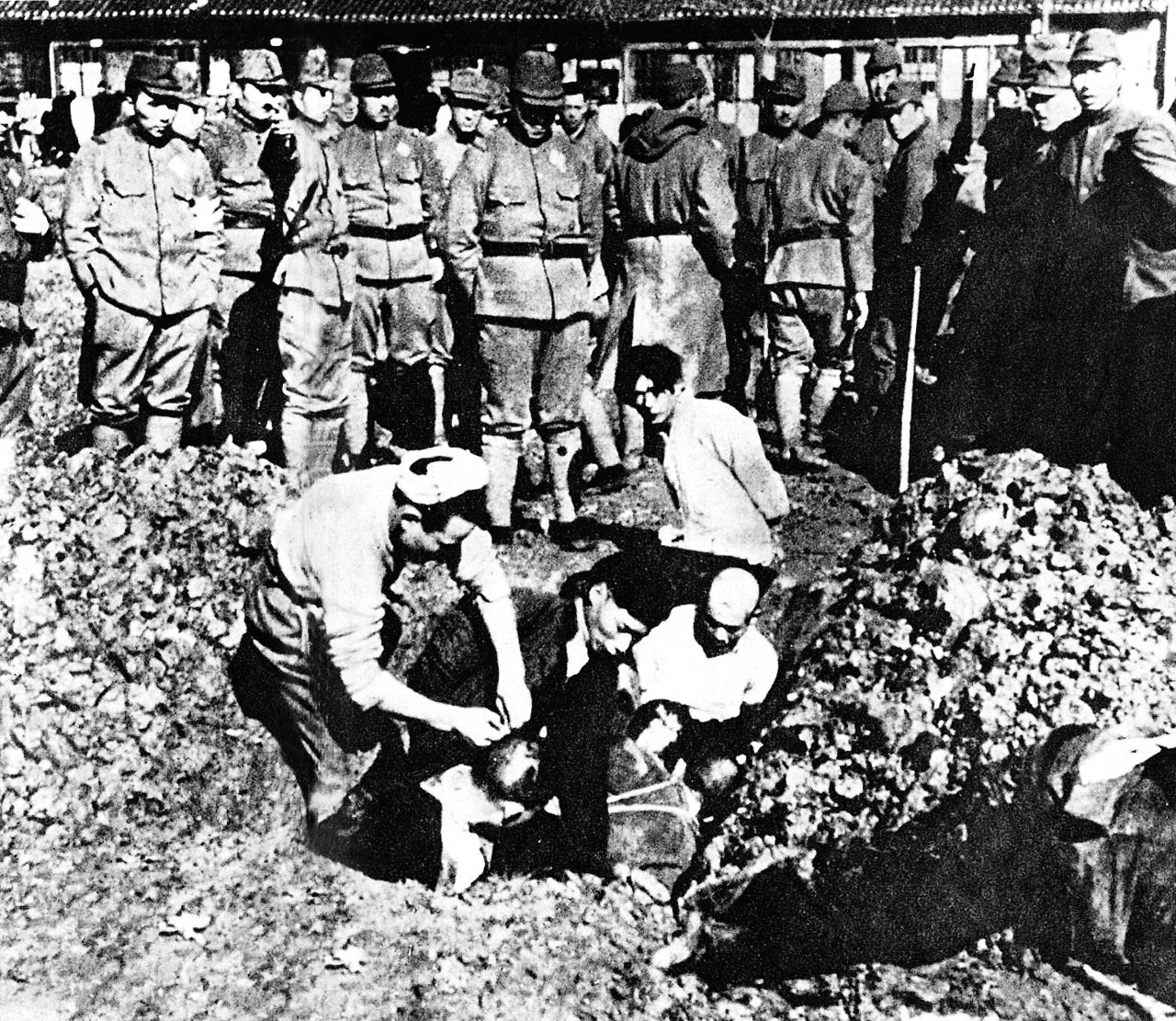
Des civils chinois sont enterrés vivants par des soldats de l'armée impériale japonaise en 1938.

Ainsi, si sur 37 583 prisonniers venant de Grande-Bretagne, 28 500 des Pays-Bas et 14 473 des États-Unis, 32 260 furent relâchés après la reddition du Japon, le nombre de Chinois ne fut que de 56.
Des dizaines de milliers de civils occidentaux ont été placés en détention par les forces japonaises. Furent entre autres internés 13 996 civils américains dont 11 % périrent avant la fin du conflit, et dont seulement 9,2 % étaient encore vivants en 2002, à comparer aux 29,7 % des 4 749 civils interné par l'Allemagne encore vivants à cette date.

### Tortures de prisonniers de guerre
L'armée impériale japonaise a largement utilisé la torture contre ses prisonniers. Un ancien officier de l’armée japonaise qui servit en Chine, Uno Sintaro, a déclaré :

« L’un des moyens essentiels d’obtenir des informations était l’interrogatoire des prisonniers. La torture était une nécessité inévitable. Tuer les victimes et les enterrer en est une suite naturelle. Vous le faites parce que vous ne souhaitez pas que cela soit découvert. J’ai cru et j’ai agi de cette façon parce que j’étais convaincu de ce que je faisais. Nous faisions notre devoir comme on nous l’avait inculqué. Nous l’avons fait pour le salut de notre pays. En raison de nos obligations filiales vis-à-vis de nos ancêtres. Sur le champ de bataille, nous n’avons jamais considéré que les Chinois étaient des êtres humains. Lorsque vous êtes le vainqueur, les perdants semblent vraiment misérables. Nous avons conclu que l’ethnie Yamato (c'est-à-dire japonaise) était supérieure »

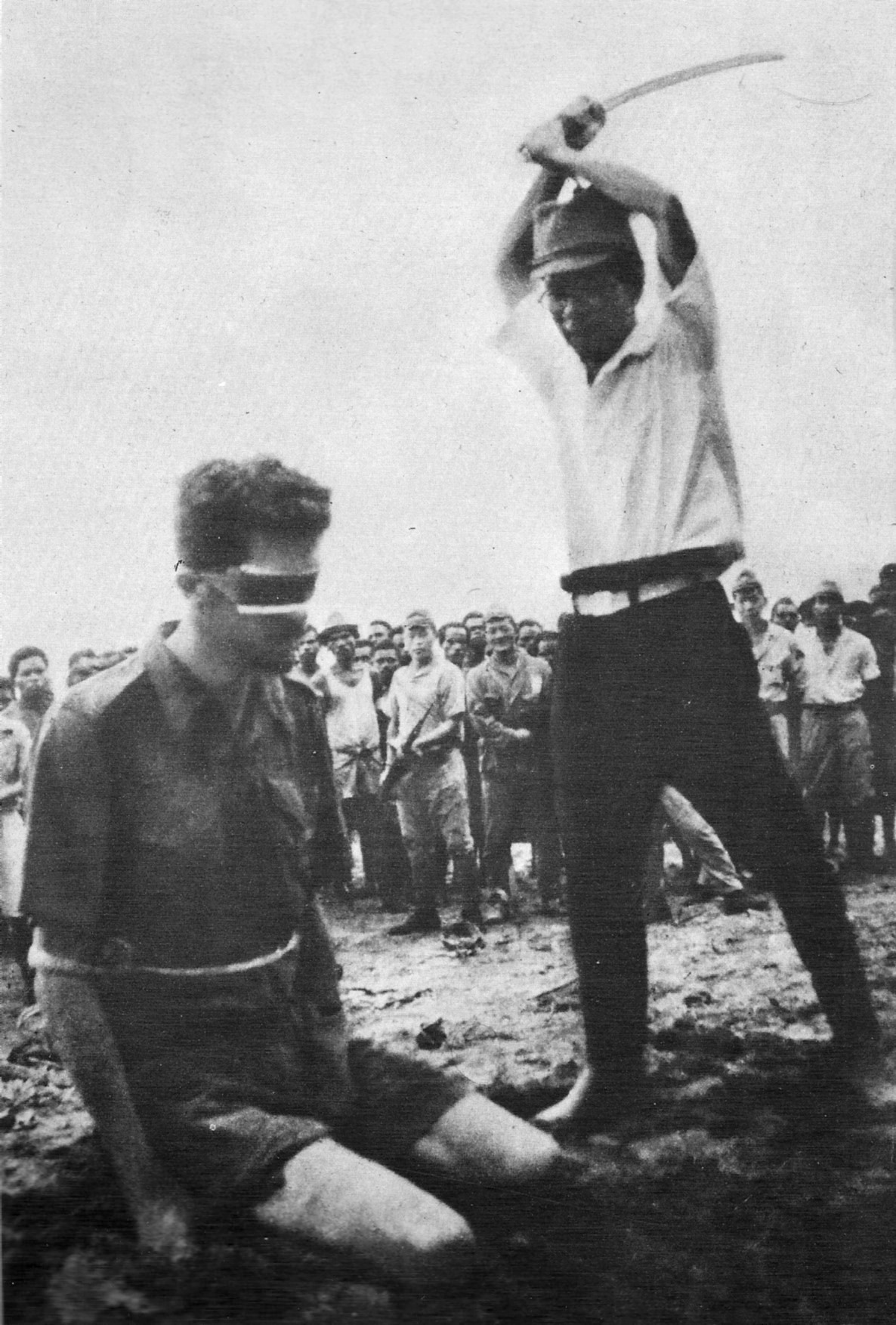
L'Australien Leonard Siffleet, capturé en Nouvelle-Guinée, est photographié quelques secondes avant son exécution par décapitation.

Après la guerre, 148 Japonais furent convaincus de crimes de guerre par les tribunaux alliés. Le plus élevé en grade était le lieutenant-général Hong Sa-ik qui fut responsable de l’organisation des camps de prisonniers en Asie du Sud-Est.

### Cannibalisme
De nombreux rapports écrits et témoignages rassemblés par la section australienne pour les crimes de guerre du tribunal de Tokyo, examinés par le procureur William Webb (en) (futur juge en chef), montrent que des Japonais ont commis dans plusieurs parties de l’Asie ou du Pacifique des actes de cannibalisme contre des prisonniers de guerre alliés ou des populations civiles. Dans certains cas, ces actes furent le résultat de l’accroissement des attaques alliées contre les lignes de ravitaillement japonaises et des décès et des maladies frappant les soldats japonais en raison de la famine qui s’ensuivit. Toutefois, selon l’historien Yuki Tanaka, « le cannibalisme était souvent une activité systématique menée par des compagnies entières agissant sous le commandement d’officiers ».
Dans certains cas, la chair était prélevée sur des personnes en vie : un prisonnier indien, le Lance Naik Hatam Ali (qui devait plus tard devenir citoyen pakistanais) témoigna qu’en Nouvelle-Guinée :

« Les Japonais commencèrent à sélectionner les prisonniers et chaque jour un prisonnier était tué et mangé par les soldats. J’ai vu cela personnellement et près de cent prisonniers furent tués et mangés par les soldats à cet endroit. Ceux d’entre nous qui restaient furent emmenés à un autre endroit situé à 80 km où dix prisonniers moururent de maladie. À cet endroit, les Japonais recommencèrent à sélectionner des prisonniers en vue de les manger. Ceux qui étaient sélectionnés étaient amenés dans une hutte où leur chair était prélevée sur leurs corps alors qu’ils étaient encore en vie. Ils étaient ensuite jetés dans un fossé où ils finissaient par mourir. »

L'un des officiers connus le plus élevé en grade à avoir été commis de tels actes fut le Lt. Général Yoshio Tachibana qui, avec onze autres soldats japonais a procédé à l’exécution d’aviateurs de l’U.S. Navy et a mangé au moins l'un d’entre eux en août 1944 sur l’île de Chichi Jima dans l'archipel d'Ogasawara. Ces prisonniers furent décapités sur les ordres de Tachibana. Comme les lois militaires et internationales ne contenaient pas de dispositions spécifiques au cannibalisme, ils furent jugés pour meurtre et « refus d'une sépulture honorable ». Tachibana fut condamné à mort.

### Travail forcé

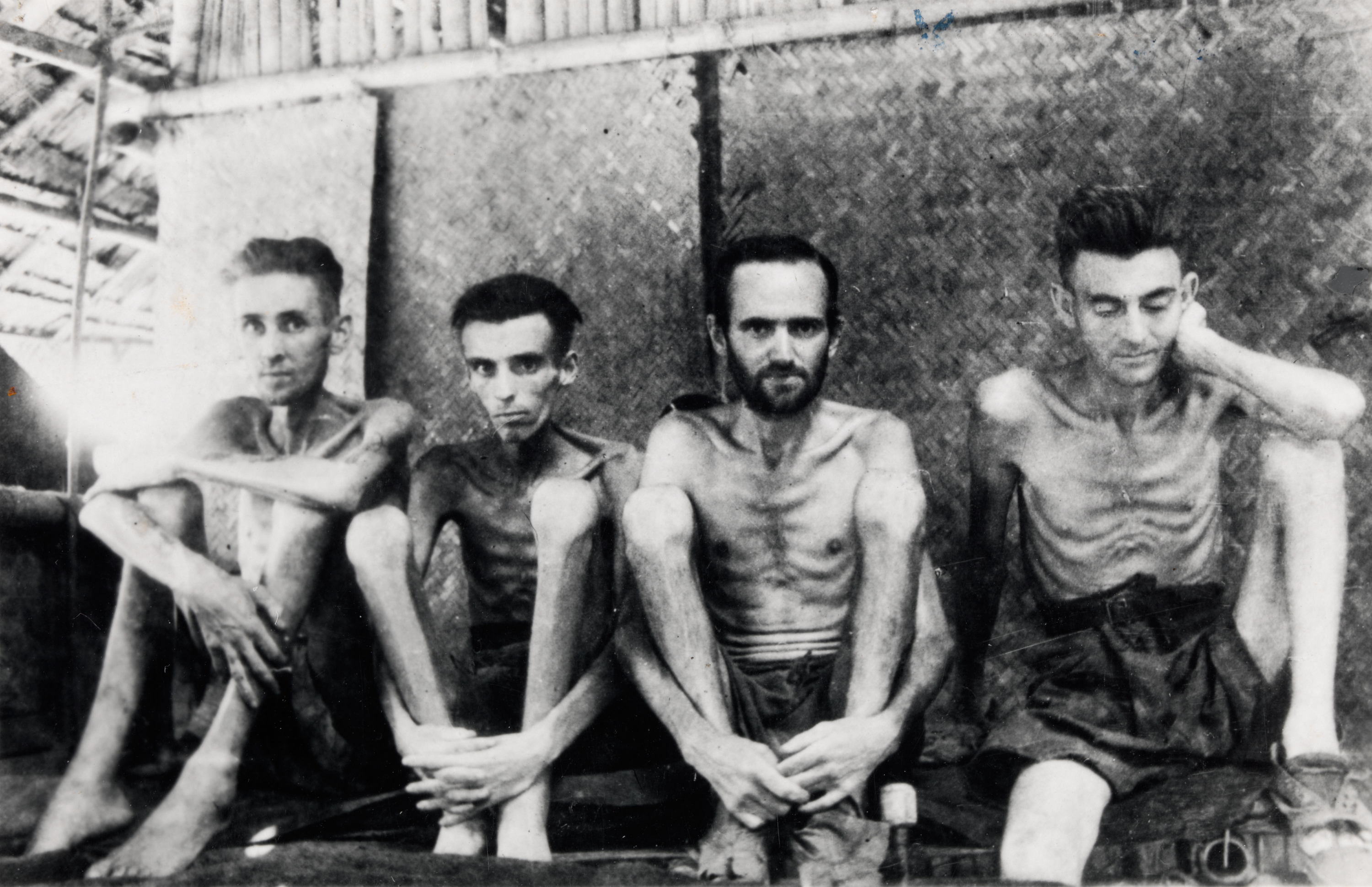
Des Australiens et des Néerlandais photographiés au camp de Tarsau, en Thaïlande, en 1943.

Le travail forcé imposé par les forces armées japonaises à des civils asiatiques et des prisonniers de guerre fut aussi la cause d’un grand nombre de morts. Selon une étude conjointe de plusieurs historiens dont Zhifen Ju, Mitsuyoshi Himeta, Toru Kibo et Mark Peattie, plus de dix millions de civils chinois furent mobilisés par le Kôa-in (Agence de développement de l’Asie orientale) pour le travail forcé. Plus de 100 000 civils et prisonniers de guerre moururent au cours de la construction du chemin de fer Birmanie-Siam.
Selon la librairie du Congrès des États-Unis, quatre à dix millions de romusha (en japonais, travailleurs manuels) furent forcés à travailler par les militaires japonais à Java. Près de 270 000 de ces travailleurs javanais furent envoyés vers d’autres régions du Sud-est asiatique tenues par les Japonais. Seuls 52 000 furent finalement rapatriés à Java, ce qui laisse entendre que le taux de mortalité fut de 80 %.

## Front africain et du Moyen-Orient
Avec la campagne d'Afrique et l’invasion anglo-soviétique de l'Iran, de nombreux Iraniens, Allemands et Italiens se retrouvent prisonniers du Royaume-Uni. Des camps de prisonniers sont installés en Palestine, où sont également internés les Allemands de la colonie du Temple à Jaffa. Un certain nombre ont ensuite été déplacés à Tatura en Australie.